# ستان واشنطن
ستان واشنطن (23 يناير 1952 بواشنطن العاصمة في الولايات المتحدة - ) (بالإنجليزية: Stan Washington)‏ هو لاعب كرة سلة أمريكي في مركز هجوم خلفي. لعب مع واشنطن ويزاردز.

## وصلات خارجية
- ستان واشنطن على موقع إن بي أي (الإنجليزية)
- ستان واشنطن على موقع سبورتس رفرنس (الإنجليزية)
- ستان واشنطن على موقع ريلجم (الإنجليزية)
- ستان واشنطن على موقع بروبوليرز (الإنجليزية)